# Marathon van Nagoya 1990
De marathon van Nagoya 1990 werd gelopen op zondag 4 maart 1990. Het was de elfde editie van deze marathon. Alleen vrouwelijke elitelopers mochten aan de wedstrijd deelnemen.
De Poolse Wanda Panfil zegevierde in 2:31.04.

## Uitslagen
| rang   | naam                  | land | tijd    |
| ------ | --------------------- | ---- | ------- |
| Goud   | Wanda Panfil          | POL  | 2:31.04 |
| Zilver | Kumi Araki            | JPN  | 2:32.32 |
| Brons  | Eriko Asai            | JPN  | 2:33.40 |
| 4      | Ramilja Boerangoelova | URS  | 2:35.51 |
| 5      | Mari Tanigawa         | JPN  | 2:37.30 |
| 6      | Ngaire Drake          | NZL  | 2:37.50 |
| 7      | Satoe Minegishi       | JPN  | 2:38.47 |
| 8      | Sally Ellis           | ENG  | 2:39.18 |
| 9      | Mayumi Matsumoto      | JPN  | 2:40.01 |
| 10     | Agnes Pardaens        | BEL  | 2:40.09 |
| 11     | Megumi Kawauchi       | JPN  | 2:41.14 |
| 12     | Bozena Dziubinska     | POL  | 2:41.38 |
| 13     | Ine Valentin          | NED  | 2:42.36 |
| 14     | Chiemi Kashiwagi      | JPN  | 2:44.04 |
| 15     | Kaori Ishikawa        | JPN  | 2:44.22 |
| 16     | Leslie Lewis          | USA  | 2:45.59 |
| 17     | Tamiyo Nayuki         | JPN  | 2:46.58 |
| 18     | Akemi Yamanaka        | JPN  | 2:47.47 |
| 19     | Kazuko Sasaki         | JPN  | 2:48.06 |
| 20     | Naoko Okuzumi         | JPN  | 2:49.07 |
| 21     | Junko Kawakami        | JPN  | 2:49.09 |
| 22     | Maria-Luisa Servin    | MEX  | 2:50.29 |
| 24     | Kikuyo Ueda           | JPN  | 2:51.38 |
| 25     | Keiko Mori            | JPN  | 2:52.09 |

1984 ·
1985 ·
1986 ·
1987 ·
1988 ·
1989 ·
1990 ·
1991 ·
1992 ·
1993 ·
1994 ·
1995 ·
1996 ·
1997 ·
1998 ·
1999 ·
2000 ·
2001 ·
2002 ·
2003 ·
2004 ·
2005 ·
2006 ·
2007 ·
2008 ·
2009 ·
2010 ·
2011 ·
2012 ·
2013 ·
2014 ·
2015 ·
2016 ·
2017